# Telmatoscopus hajeki
Telmatoscopus hajeki är en tvåvingeart som beskrevs av Jezek 1997. Telmatoscopus hajeki ingår i släktet Telmatoscopus och familjen fjärilsmyggor. Inga underarter finns listade i Catalogue of Life.